# OMI Riesterer
OMI Riesterer (* 1947 in Freiburg im Breisgau) ist ein deutscher Künstler.

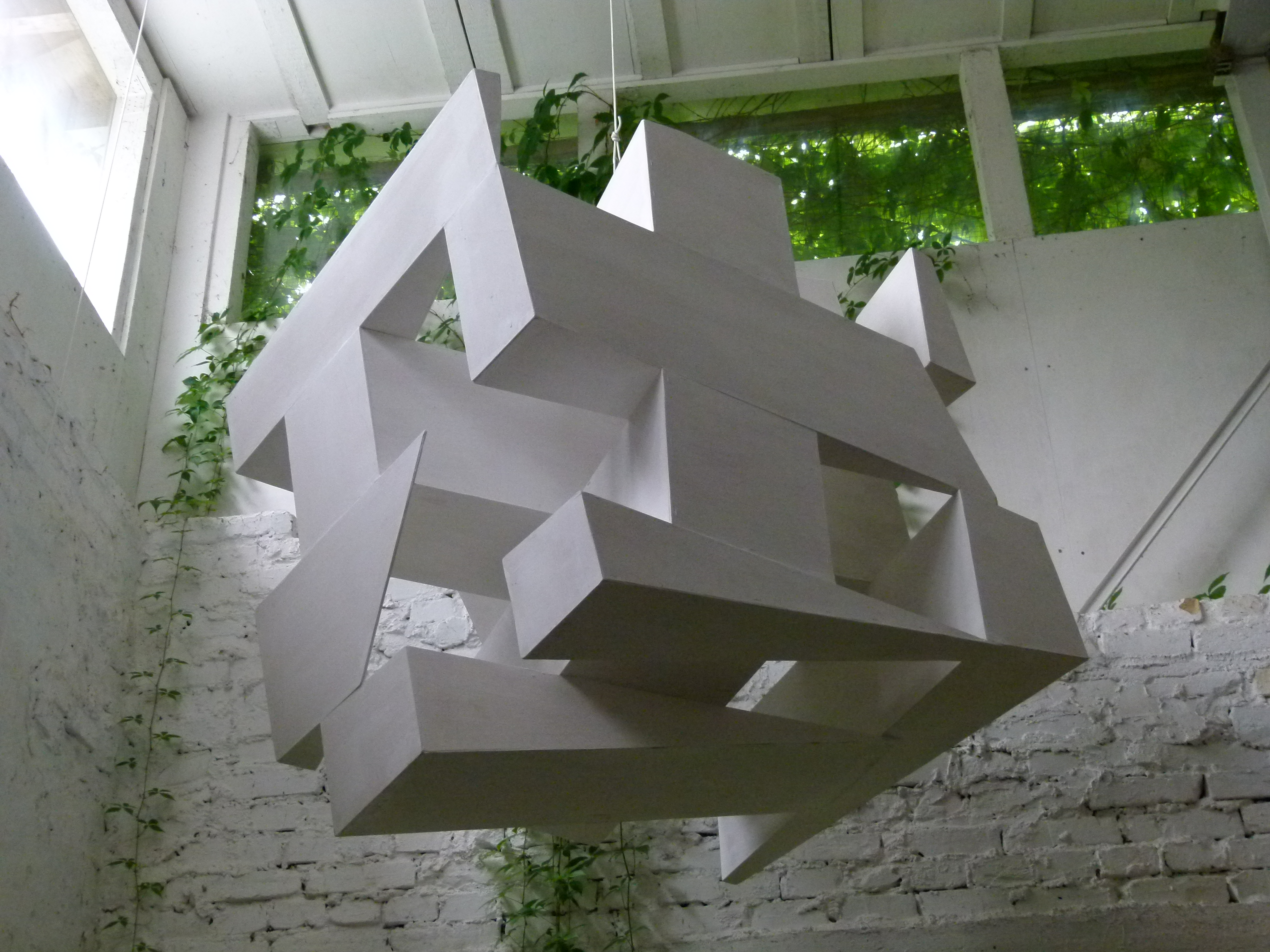
Hängewürfel von OMI Riesterer. 100 x 100 x 100 cm, Holz, Farbe. 2006. Privatbesitz.

## Leben und Werk

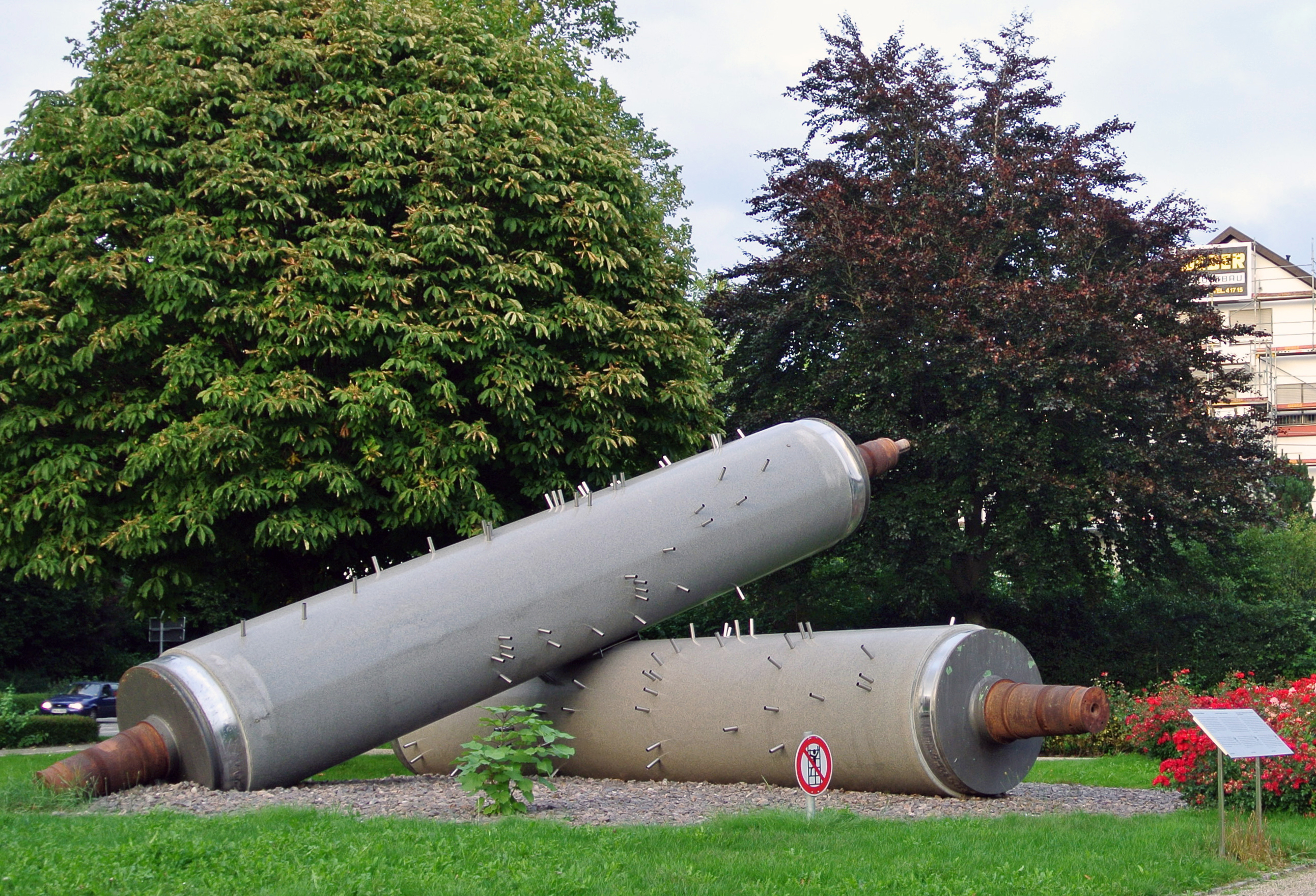
OMI Riesterer, 2011. Orgelwalzen-Skulptur in Waldkirch, 2014.

OMI Riesterer wuchs in Freiburg i.Br. auf. Nach einer Zimmererlehre studierte er 1968 bis 1977 Architektur an der Universität Karlsruhe. Seit 1987 ist er freischaffender Bildhauer. Er ist verheiratet mit der Bildhauerin und Malerin Barbara Jäger, mit der er in den Bereichen „Kunst am Bau“, „Gestaltung von sakralen Räumen“, Glockenzier und als Kurator arbeitet. Er lebt und arbeitet in Karlsruhe.

## Mitgliedschaften
- Bundesverband Bildender Künstlerinnen und Künstler
- Bund freischaffender Bildhauer*innen Baden-Württemberg
- Kunstverein der Diözese Rottenburg-Stuttgart
- Gemeinschaft Christlicher Künstler Erzdiözese Freiburg
- Deutscher Werkbund Baden-Württemberg
- Kunstverein Oberer Neckar Horb
- Gründungsmitglied Atelierhaus Neue Schule Karlsruhe

## Einladungen zu Kunst-am-Bau-Wettbewerben, Auswahl
- 2000: Bundesaußenministerium Berlin
- 1980: Bundesbauministerium Bonn
- 1978: Bundesinnenministerium Bonn
- 1974: Staatstheater Karlsruhe (mit Barbara Jäger)

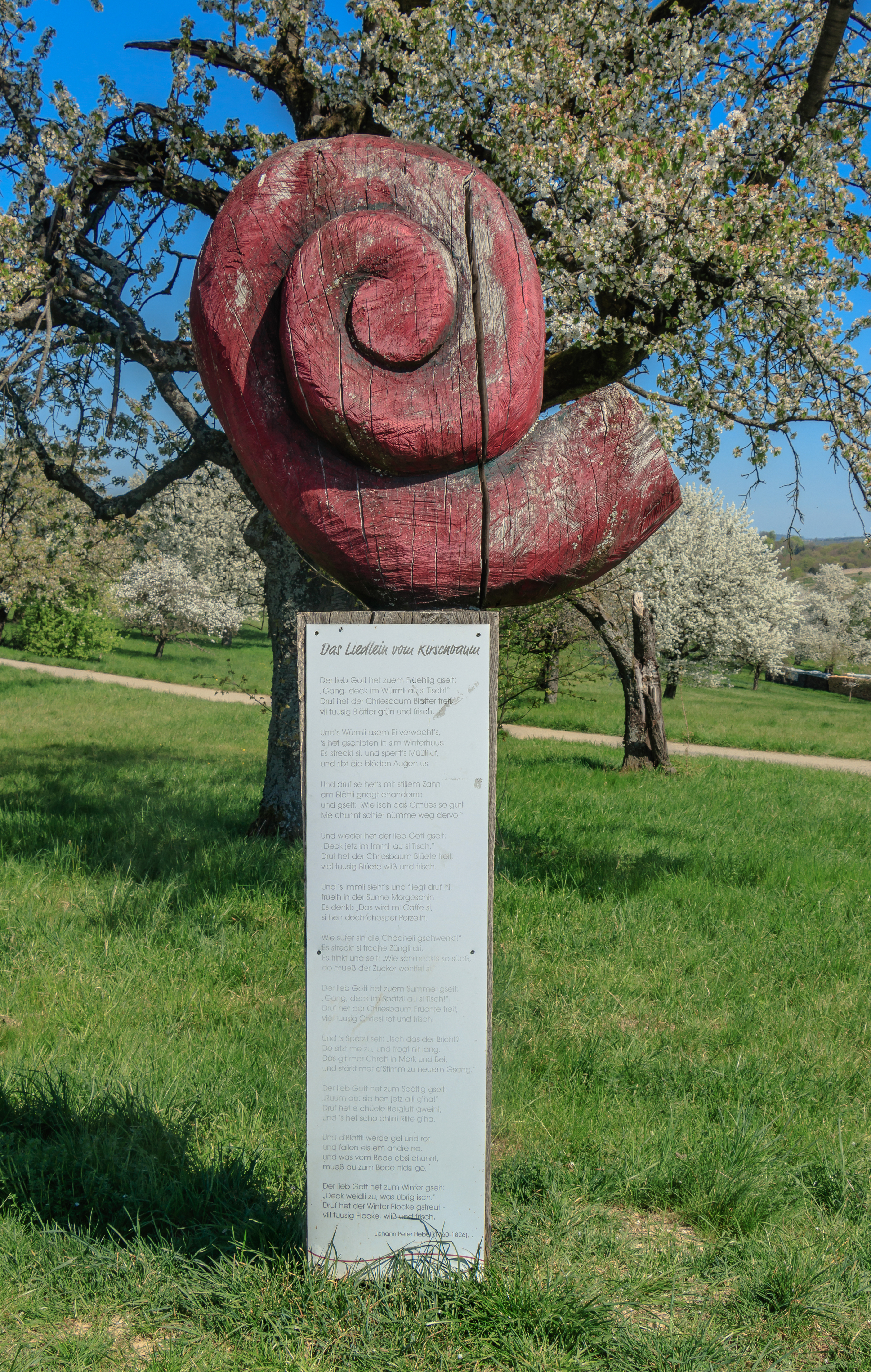
„Jahreszeiten“ von OMI Riesterer (2011) mit dem alemannischen Gedicht „Das Liedlein vom Kirschbaum“ von Johann Peter Hebel (1760–1826)

## Werke im öffentlichen Raum (Auswahl)
- Horb a.N. Dreivierteil, 2017[1]
- Minfeld/Pfalz. Mantel des Hl. Martin, 2017 (mit Barbara Jäger)
- Grezhausen/Breisach. Würfelturm, 2015
- Palmbach. Waldenser Denkmal, Tor des Ankommens, 2014/2015[2] (mit Barbara Jäger)
- Landesvertretung Baden-Württemberg, Brüssel. Rednerpult, 2014[3]
- Karlsruhe. Fenster zum Licht, 2011[4]
- Waldkirch. Musikwalzen, 2011[5] (mit Barbara Jäger)
- Karlsruhe. Rintheimer Hirtenbrunnen, 1997[6]
- Karlsruhe. Bürgersäule, 1988[7] (mit Barbara Jäger)
- Königsbach, Vogelobjekte, 1981[8] (mit Barbara Jäger)

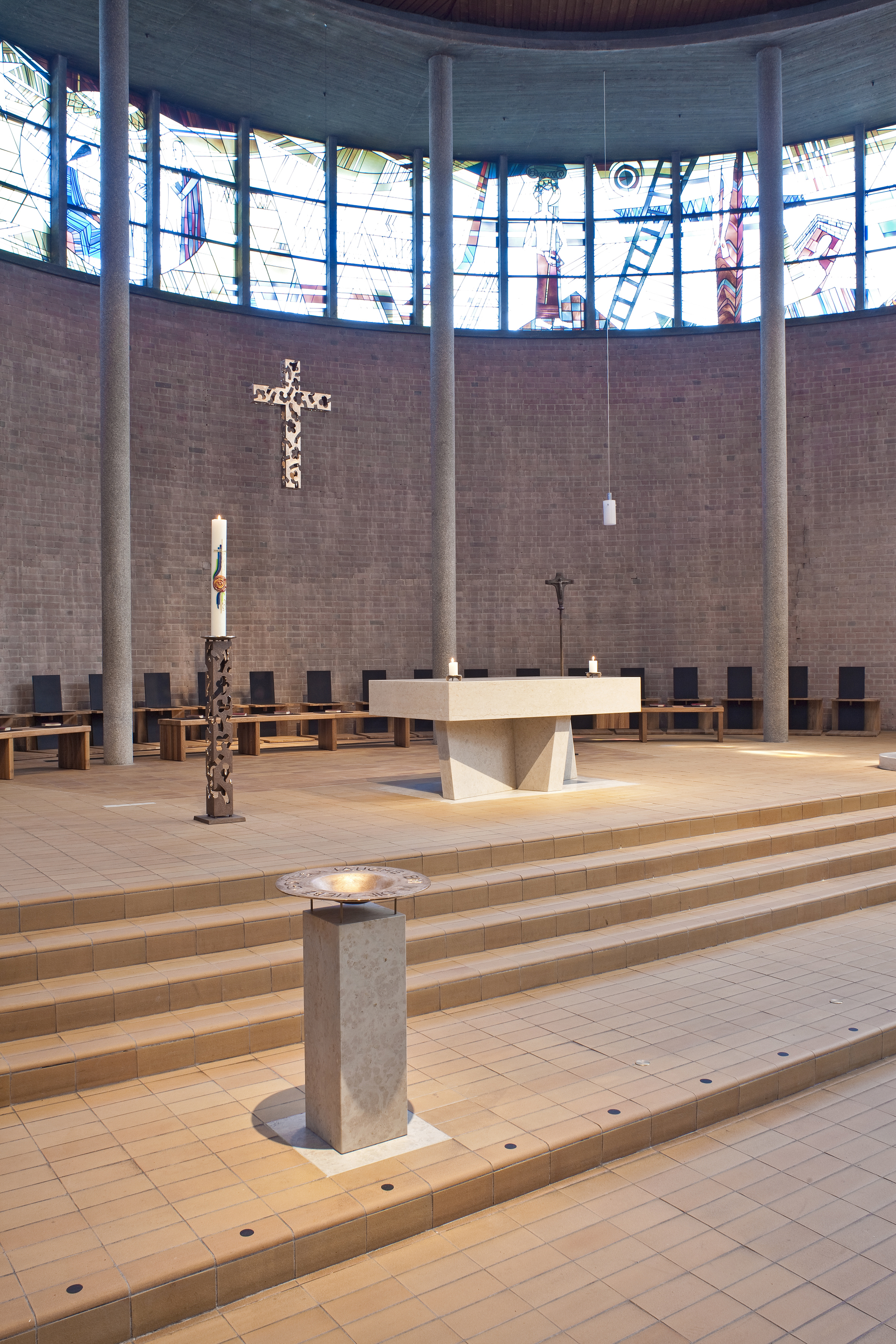
Altar von OMI Riesterer. Bruder Klaus Kirche Edingen a.N. Kalkstein, 2012.

## Werke in Kirchen (Auswahl)
- Mannheim, St. Pius, Glockenzier für Ökumeneglocke, mit Barbara Jäger, 2017
- Edingen a.N., Bruder Klaus Kirche, Altar, Chorraumgestaltung mit Barbara Jäger, 2012[9]
- Karlsruhe-Bulach, St. Cyriakus u. St. Laurentius, Glockenzier für Christusglocke, Ökumene- und Taufglocke, Konzilsglocke, mit Barbara Jäger, 2012
- Kapelle im Kloster Wald, Neugestaltung des Prälatensaals, mit Barbara Jäger, 2011
- Höfendorf, St. Ägidius, Altar und Ambo, mit Barbara Jäger, 2009
- Guttenbach Neckar, St. Urban, Chorraumgestaltung, mit Barbara Jäger, 2008[10]
- Ilvesheim, St. Peter Ilvesheim, Chorraumgestaltung und Glockenzier – Papstglocke, mit Barbara Jäger, 1998
- Altschweier-Bühl, St. Gallus, Altarraumgestaltung, mit Barbara Jäger, 1994–1996

## Ausstellungen

### Einzelausstellungen (Auswahl)
- 1994: Galerie im Rathaus, Bruchsal (mit Barbara Jäger)
- 2005: Ugge-Bärtle-Haus, Tübingen
- 2007: „Skyline“, Galerie Meier, Freiburg i.Br.
- 2008: Galerie Meier, Berlin (mit Susanne Zühlke)
- 2010: „Zwei Ansichten“, Galerie Im Kloster, Kunstverein Oberer Neckar, Horb (mit Barbara Jäger)
- 2013: Galerie Meier, Freiburg i.Br.
- 2016: Künstlerhaus Galerie Karlsruhe[11]
- 2017: Radbrunnenturm, Breisach, Deutschland[12] (mit Barbara Jäger)
- 2018: Heimattage Baden-Württemberg, Rathaus, Waldkirch (mit Barbara Jäger)
- 2020: Nähe und Distanz, Skulpturen, Galerie Melchior, Kassel[13] (mit Barbara Jäger)
- 2024: „Öfterblau und dunklerholz“, Ausstellung im Aschingerhaus, Oberderdingen[14] (mit Barbara Jäger)

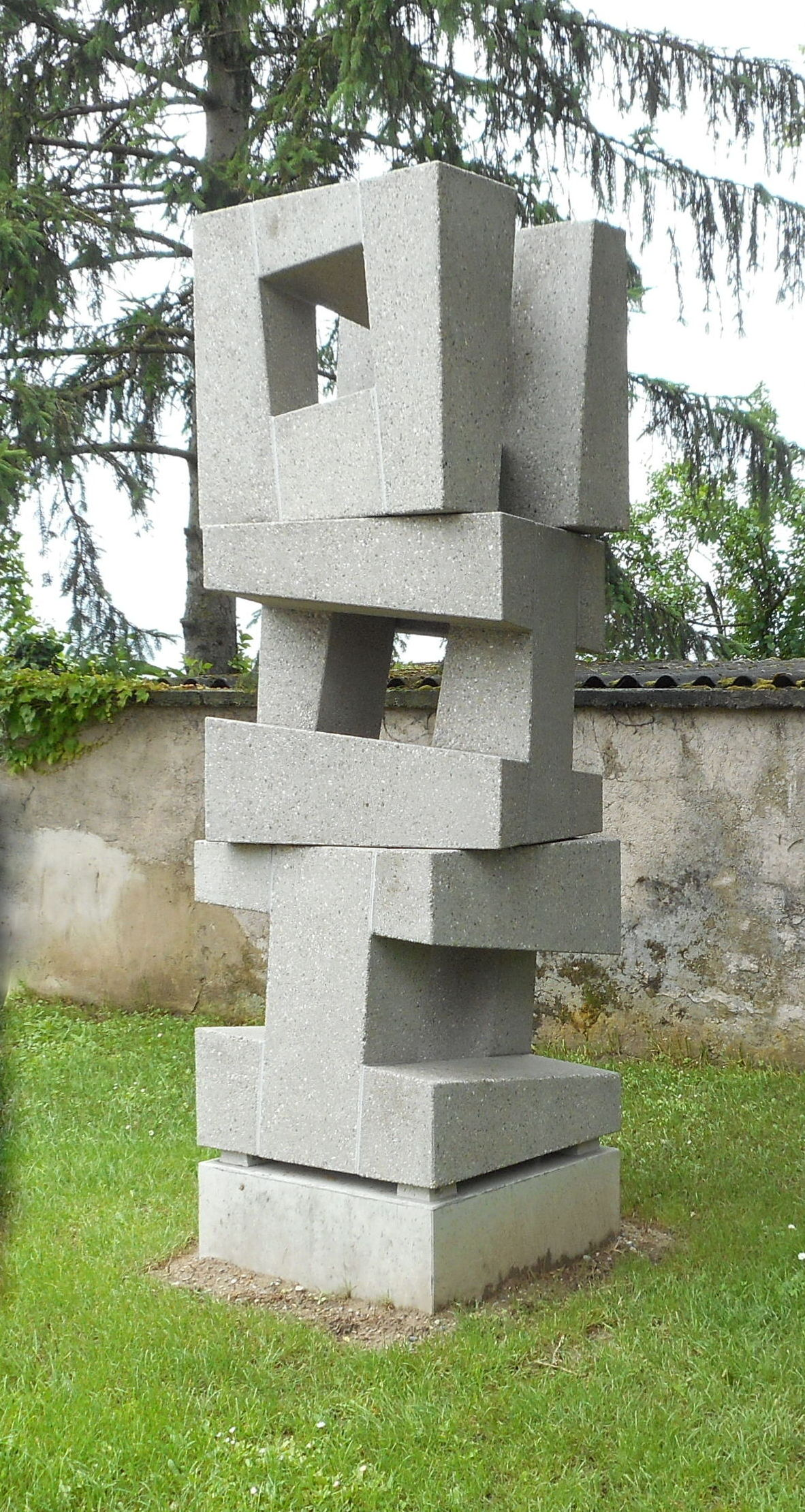
Würfelturm von OMI Riesterer. 300 x 70 x 70 cm. Beton. 2016

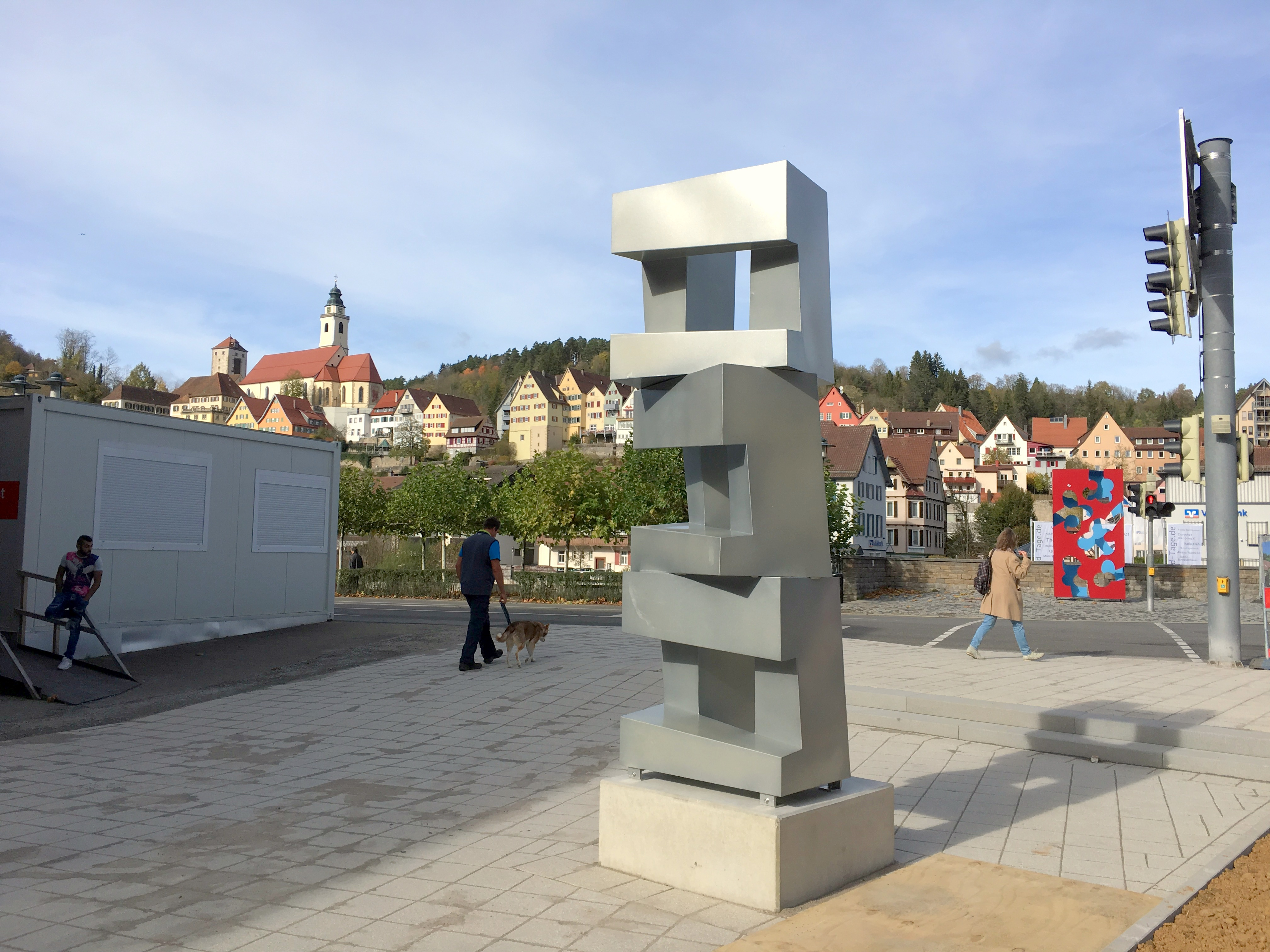
Dreivierteil von OMI Riesterer, ca. 350 x 80 x 80 cm. Aluminium beschichtet. 2017. Installiert in Horb am Neckar.

- 2024: „Gemischtes Doppel“, Kunst im Rathaus Horb am Neckar (mit Barbara Jäger)[15]

### Gruppenausstellungen (Auswahl)
- 1978:  „Bau + Kunst Universität Konstanz“, Kunstverein Freiburg
- 1989: “Anstösse”, Badischer Kunstverein Karlsruhe
- 1990: „Mozart in art“, London, Salzburg, Köln, Bad Urach
- 1990: „Sammlung Günter Westermann“, Galerie Stadt Sindelfingen
- 1995:  „Seitenwechsel“, Heidelberger Schloss, BBK-Landesverband
- 1996: „Skulptur“, Haus der Wirtschaft Stuttgart
- 1997: „Malstoff“ BBK-Ausstellung im Landesgewerbeamt Karlsruhe
- 1997: „3x3 im Raum“ Orgelfabrik Karlsruhe-Durlach
- 1999: Revolution in der Box, Sammlung Westermann Fruchthalle Rastatt
- 2005: „Homesweethome“, Artforum3 Freiburg, Haus Reich, Baden-Baden, 1. Preis
- 2005: 2. Biennale de la Sculpture, Schiltigheim, Elsass, Frankreich
- 2005: „Flagge zeigen“, Gesellschaft der Freunde Junger Kunst Baden-Baden
- 2006: „Bildende Kunst aus Halles Partnerstädten“, Kunsthalle Villa Kobe, Halle an der Saale
- 2007: „Vorgestellt“, BfB im Regierungspräsidium Karlsruhe, Kurator mit Barbara Jäger
- 2008: „Spielart“, BBK Landesausstellung Regierungspräsidium Karlsruhe
- 2008: „Ateliers Nomades“. Villa Rhena, Conseil General du Bas-Rhin, Strasbourg, Frankreich
- 2011: „Form im Raum“ / Bund freischaffender Bildhauer BW, Landratsamt Ludwigsburg
- 2012: „Wir zeigen’s Euch.“ Jubiläumsausstellung 40 Jahre Bund freischaffender Bildhauer BW, Karlsruhe
- 2013: Skulpturensommer. Galerie Meier, Freiburg i. Br.
- 2013: Skulpturensommer in Niederrimsingen / Birkenmeier / Galerie ARTon, Niederrimsingen
- 2014: „Nackte Form“. BfB-Jahresausstellung. Regierungspräsidium Karlsruhe
- 2015: „Skulpturen im Sommer“. Galerie Meier, Freiburg i. Br.
- 2015: „Einsichten“. BfB-Ausstellung. Städtische Galerie Kirchheim/Teck
- 2015: „Hommage à Karlsruhe“. BfB-Jahresausstellung. Regierungspräsidium Karlsruhe
- 2015: „Dialog im Raum – Skulpturen aus Baden-Württemberg“. BfB-Ausstellung. Landratsamt Aalen
- 2016: Bund freischaffender Bildhauer Baden-Württemberg. BfB-Jahresausstellung. Regierungspräsidium Karlsruhe
- 2017: „Körper – Raum – Entgrenzung“. Diözesanmuseum Rottenburg am Neckar, Deutschland
- 2017: „BrückenBilden“. Seepark Allensbach
- 2018: „Summe der Teile“. Kunstbezirk Galerie im Gustav-Siegle-Haus Stuttgart
- 2019: „Familientreffen“. Galerie Wendelinskapelle, Marbach am Neckar
- 2019: „Lust am Detail“. Kreishaus Ludwigsburg
- 2019: „Lust am Detail“. Regierungspräsidium Karlsruhe
- 2019: „Überschneidungen“, Kloster Hegne/Allensbach[16]
- 2020: #formfollowers. Bund freischaffender Bildhauerinnen und Bildhauer Baden-Württemberg. Graf-Zeppelin-Haus, Friedrichshafen
- 2020: „Engel, oder kann das weg?“ Regierungspräsidium Karlsruhe, Kloster Obermarchtal, Wendelinskapelle und evang. Stadtkirche Marbach a.N.
- 2021: „6. internationaler andré-evard-preis“, Kunsthalle Messmer, Riegel[17]
- 2022: „Skulpturenpfad“ Waldfriedhof, Radolfzell am Bodensee[18]
- 2023: „Skulptur“ 50 Jahre Bund freischaffender Bildhauer*innen Baden-Württemberg, Regierungspräsidium Karlsruhe, Karlsruhe[19]
- 2023: 50 Jahre BBK. Regierungspräsidium Karlsruhe[20]
- 2023: Skulptur! 50 Jahre Bund freischaffender Bildhauer*innen Baden-Württemberg. Vertretung des Landes Baden-Württemberg, Brüssel, Belgien[21]
- 2024: Skulpturenforum. Amriswil, Schweiz.[22]

## Bildhauersymposien (Auswahl)
- 2017: Die Rote Linie. Brücken Bilden, Rauminstallation in Allensbach, mit Barbara Jäger[23]
- 2016: Bildhauersymposium Marbach am Neckar[24].
- 2011: Schöpfungspfad, Bildhauersymposion im Bergwald Karlsruhe[25]
- 2006: Rundholzwürfel, Kevelaer[26]
- 2005: Kette vor Schillers Geburtshaus, Marbach am Neckar[27]
- 2002: Aidlinger Würfel, Eigenart auf dem Venusberg, seit 2004 Gottlieb-Daimler-Schule Sindelfingen[28]
- 1999: Kraftstruktur, Skulpturenpark Durbach[29]
- 1996: Gesägte Strukturen, Untergriesbach[30]
- 1989: Dreieckige Schraube, Marbach am Neckar[31]
- 1977: Holzsymposion, 1. Deutsches Holzbildhauersymposion Freiburg